# Fritz Klingenberg
Fritz Klingenberg (17 décembre 1912 – 23 mars 1945) est un officier allemand de la Waffen-SS ayant servi dans la 2e division SS Das Reich et ayant commandé la division SS Götz von Berlichingen. Il est surtout connu pour son rôle lors de la capture de Belgrade avec seulement six hommes, pour lequel il reçoit la Croix de chevalier de la croix de fer.

## Capitulation de Belgrade

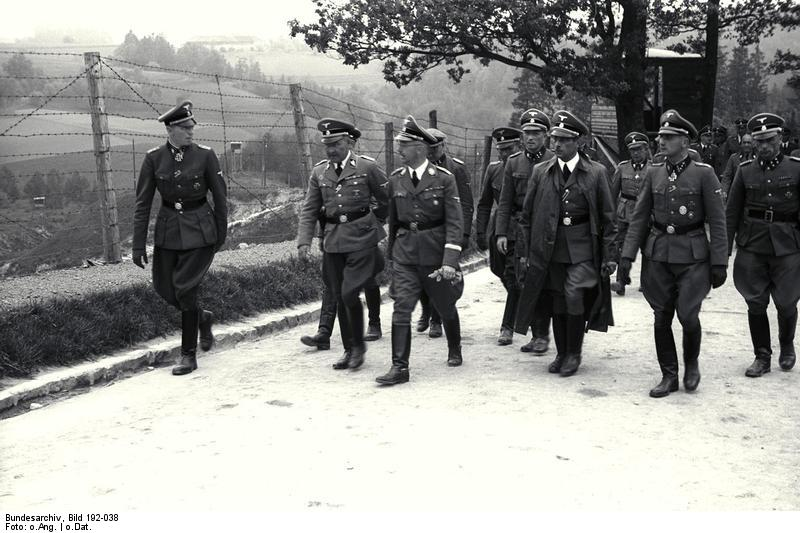
Klingenberg (tout à gauche) avec Heinrich Himmler et d'autres officiers SS au camp de concentration de Mauthausen-Gusen, en juin 1941.

Au début de 1941, Klingenberg et ses troupes SS participent à l'invasion de la Yougoslavie. L'objectif est de pénétrer rapidement en Yougoslavie pour ensuite attaquer la Grèce. Klingenberg désobéit aux ordres et décide de conquérir Belgrade avec ses unités, loin devant la principale armée allemande. Klingenberg a pour objectif d'emprunter un bateau pour traverser le Danube avec une force considérable. Mais, en pleine traversée, il chavire et coule. Klingenberg ne se retrouve qu'avec six hommes. Il rencontre alors des troupes yougoslaves qu'il capture, et un touriste allemand ivre qu'il capture à son tour. Après plusieurs accrochages, les six Allemands, n'ayant fait aucune victime, mais un certain nombre de prisonniers yougoslaves, arrivent au centre de Belgrade avec le touriste et leurs prisonniers. Le groupe fait flotter un drapeau allemand. Klingenberg bluffe affirmant qu'il y a un barrage d'artillerie et une attaque imminente de la Luftwaffe. Le maire, voulant éviter des destructions inutiles, rend la ville le 13 avril. Quelques jours plus tard, après l'arrivée des troupes allemandes dans la ville, la Yougoslavie capitule. Klingenberg reçoit la Croix de chevalier pour avoir conquis la ville avec seulement six hommes.

## Théâtre européen contre les forces américaines
Le 21 décembre 1944, Fritz Klingenberg est promu SS-Standartenführer et, deux semaines plus tard, le 12 janvier 1945, est nommé commandant de la division SS Götz von Berlichingen. La division est rattachée au XIIIe corps SS, défendant au sud-est de Sarrebruck contre le XVe corps de la Septième Armée des États-Unis. Le 23 mars 1945, Klingenberg est tué au combat par un obus lors d'un échange de tirs sur le bord ouest de Herxheim. Il est enterré au cimetière de guerre allemand d'Andilly, en France.

## Décorations
- Croix de chevalier de la croix de fer le 14 mai 1941, en tant que SS-Hauptsturmführer et chef de la 2e/SS-Kradschützen-Bataillon de la division SS "Reich".
- Croix allemande en Or le 28 avril 1944, en tant que SS-Obersturmbannführer dans le 2e SS-Panzer-Division "Das Reich"